# Пехле
Пехле́ (перс. پهله‎) — небольшой город на западе Ирана, в провинции Илам. Входит в состав шахрестана  Дехлоран.
На 2006 год население составляло 4 341 человека.

## География
Город находится в центральной части Илама, в 30 километрах от ирано-иракской границы, в горной местности западного Загроса, на высоте 763 метров над уровнем моря.
Пехле расположен на расстоянии приблизительно 80 километров к юго-востоку от Илама, административного центра провинции и на расстоянии 500 километров к юго-западу от Тегерана, столицы страны.